# 罗贝尔·德梅特
罗贝尔·德梅特（法語：Robert Desmettre，1901年8月5日—1936年3月6日），法国前男子水球运动员。他曾代表法国国家队参加1924年夏季奥林匹克运动会水球比赛，结果队伍获得一枚金牌。